# Caecitellaceae
Caecitellidae
Famille
Les Caecitellaceae (syn. Caecitellidae), sont une famille de chromistes de l'embranchement des Bigyra, de la classe des Bikosea et de l’ordre des Anoecida.

## Étymologie
Le nom de la famille vient du genre type Caecitellus, probablement dérivé du grec ξαεκί / xaekí, « déchirer de coups de fouet », et du latin tellus, « terre, sol, milieu (dans le sens terrain) », en référence au flagelle antérieur de ce protiste qui semble fouetter le milieu dans lequel il évolue.

## Description
Lorsqu’en 1913 K. Griessmann observe pour la première fois l'espèce, qu'il nommera Bodo parvulus, il la décrit ainsi : 

« Cet organisme délicat surpasse presque les Bodo minimus Kleb nouvellement décrits en eau douce en termes de petitesse. Il est apparu en faible quantité dans la couche superficielle d'une culture d'algues de Roscoff déjà avancée jusqu'à un degré de décomposition assez élevé.
Le corps approximativement triangulaire, généralement plus ou moins aplati, est souvent plus large que long ; sa plus grande longueur est de 3 à 4 μm et sa plus grande largeur de 4 à 5 μm. Les deux flagelles, relativement épais pour leur taille, naissent d'une fosse située près de l'extrémité antérieure. Les flagelles antérieurs, presque de la longueur du corps, restent droits et tournent lentement pour former un cône, tandis que les flagelles postérieurs, deux fois plus longs, sont simplement traînés. Le mouvement du flagellé lui-même consiste uniquement en une lente rampe vers l'avant sans aucune rotation autour de l'axe longitudinal. Parfois, cependant, elle s'arrête brusquement, s'accroche un instant au bout du fouet traînant et projette tout son corps dans une direction différente, poursuivant à nouveau son mouvement en ligne droite.
Le plasma incolore du corps contient toujours de petits grains et quelques particules alimentaires comme inclusions. La prise alimentaire elle-même a lieu directement dans le plasma (Fig. 12, IV), mais contrairement au Bodo typique, elle peut parfois également être observée à d'autres endroits. Le noyau vésiculaire est situé au milieu du corps. Il n'y a pas de vacuole contractile. La division est tout à fait normale et s’effectue dans un délai extrêmement court. »

## Liste des genres
Selon IRMNG (14 décembre 2024) :
- Caecitellus Patterson, Nygaard, Steinberg & Turley, 1993 genre type
  - Espèce type : Caecitellus parvulus (Griessm., 1913) D.J.Patt. et al., 1993
- Halocafeteria Park, Cho & Simpson, 2006

Selon World Register of Marine Species (14 décembre 2024) et GBIF (14 décembre 2024) :
- Halocafeteria Jong S.Park, B.C.Cho & A.G.B.Simpson, 2006

## Systématique

### Nom complet
Le nom valide complet (avec auteur) de ce taxon est Caecitellaceae Cavalier-Smith, 2006.

### Classifications comparées
La classification des Caecitellaceae est très controversée tant en ce qui concerne les divers niveaux de classification, que pour le nom des taxons.
À titre d'exemple, trois classifications comparatives : 
| Source              | Classification IRMNG | Classification Worms | Classification GBIF |
| ------------------- | -------------------- | -------------------- | ------------------- |
| Règne               | Chromista            | Chromista            | Chromista           |
| Sous-règne          | Harosa               | Harosa               |                     |
| Infra-règne         | Halvaria             | Heterokonta          |                     |
| Super-embranchement | Heterokonta          |                      |                     |
| Embranchement       | Bigyra               | Bigyra               | Bigyra              |
| Sous-embranchement  |                      | Bicosoecophytina     |                     |
| Classe              | Bikosea              | Bicosoecophyceae     |                     |
| Sous-classe         |                      | Bicosoecophycidae    |                     |
| Super-ordre         |                      |                      |                     |
| Ordre               | Anoecida             | Caecitellales        |                     |
| Famille             | Caecitellidae        | Caecitellaceae       | Caecitellidae       |